# Rok Tičar
Rok Tičar (ur. 3 maja 1989 w Jesenicach) – słoweński hokeista, reprezentant Słowenii, dwukrotny olimpijczyk.

## Kariera
- HD Jesenice Mladi U20 (2005-2007)
- HK Kranjska Gora (2005-2006)
- HD Jesenice Mladi (2006-2007)
- Timrå J20 / Timrå (2007-2009)
- Acroni Jesenice (2009-2011)
- Krefeld Pinguine (2011-2012)
- Kölner Haie (2012-2014)
- Slovan Bratysława (2014-2016)
- Awtomobilist Jekaterynburg (2016-2017)
- Torpedo Niżny Nowogród (2017)
- Sibir Nowosybirsk (2017-2018)
- Kunlun Red Star (2018)
- Kölner Haie (2018-2019)
- IK Oskarshamn (2019-2020)
- EC KAC (2020-2023)
- Vienna Capitals (2023-)

Wychowanek Acroni Jesenice. Od maja 2012 zawodnik niemieckiej drużyny Kölner Haie. W lipcu 2013 przedłużył kontrakt o rok. Od maja 2014 zawodnik Slovana Bratysława (wraz z nim do klubu przeszedł jego rodak, Žiga Jeglič). W maju 2016 jego prawa zawodnicze nabył Ak Bars Kazań, po czym zawodnik został zawodnikiem innego rosyjskiego klubu, Awtomobilistu Jekaterynburg. Został zwolniony z Awtomobilistu pod koniec września 2017. Od września do listopada 2017 zawodnik Torpedo Niżny Nowogród. W grudniu 2017 został zawodnikiem Sibiru Nowosybirsk. Od sierpnia do października 2018 był hokeistą chińskiego klubu Kunlun Red Star. Pod koniec 2018 roku został ponownie zawodnikiem Kölner Haie. W kwietniu 2019 zwolniony. W 2019 został zawodnikiem IK Oskarshamn. W styczniu 2020 przeszedł do EC KAC. Od sierpnia 2023 zawodnik Vienna Capitals.
Uczestniczył w turniejach mistrzostw świata w 2009, 2010 (Dywizja I), 2011 (Elita), 2012 (Dywizja I), 2013, 2015 (Elita), 2016 (Dywizja I), 2017 (Elita), 2018, 2022 (Dywizja I) oraz zimowych igrzysk olimpijskich 2014, 2018.

## Sukcesy
Reprezentacyjne
- Awans do Elity mistrzostw świata: 2010, 2012, 2016, 2022

Klubowe
- Złoty medal mistrzostw Słowenii: 2010, 2011 z Acroni Jesenice
- Srebrny medal mistrzostw Niemiec: 2013, 2014 z Kölner Haie

Indywidualne
- Mistrzostwa Świata w Hokeju na Lodzie 2010/I Dywizja Grupa B:
  - Pierwsze miejsce w klasyfikacji strzelców turnieju: 7 goli[17]
  - Drugie miejsce w klasyfikacji kanadyjskiej turnieju: 10 punktów[17]
- Mistrzostwa Świata w Hokeju na Lodzie 2012/I Dywizja Grupa A:
  - Czwarte miejsce w klasyfikacji kanadyjskiej turnieju: 6 punktów[18]
  - Skład gwiazd turnieju[19]
- Mistrzostwa Świata w Hokeju na Lodzie 2013/Elita:
  - Jeden z trzech najlepszych zawodników reprezentacji[20]
- Hokej na lodzie na Zimowych Igrzyskach Olimpijskich 2018 – kwalifikacje mężczyzn#Grupa D:
  - Hat-trick w meczu przeciw Białorusi (3:2 k.), decydującym o awansie na Zimowe Igrzyska Olimpijskie 2018[21]
- Mistrzostwa Świata w Hokeju na Lodzie 2022 (I Dywizja)#Grupa A:
  - Drugie miejsce w klasyfikacji asystentów turnieju: 4 asysty[22]
  - Czwarte miejsce w klasyfikacji kanadyjskiej turnieju: 6 punktów[23]
  - Piąte miejsce w klasyfikacji +/- turnieju: +5[24]